# Стоункрест (Джорджія)
Стоункрест (англ. Stonecrest) — місто (англ. city) в США, в окрузі Декальб штату Джорджія. 